# Ellen Robbins

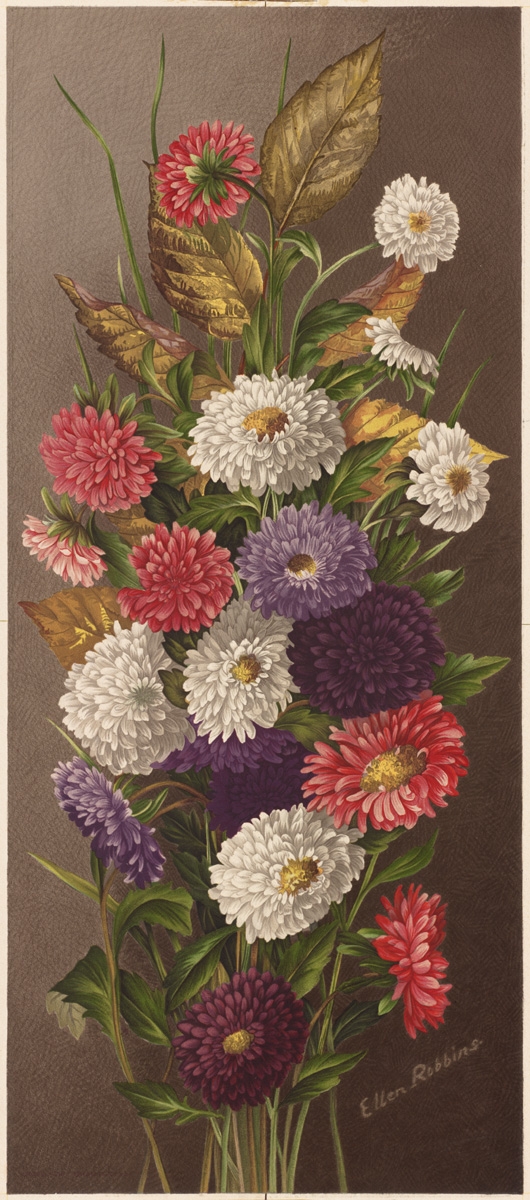
Asters, Farblithografie, Boston Public Library, 1878

Ellen Robbins (* 1. Juli 1828 in Watertown, Massachusetts; † 16. Mai 1905 ebenda) war eine US-amerikanische Stilllebenmalerin und botanische Illustratorin, bekannt für ihre Gemälde von Wildpflanzen und Herbstblättern.
Sie war eine der Beitragenden zur ersten Jahresausstellung der American Watercolor Society 1867/1868.

## Leben
Ellen Robbins wurde 1828 als jüngstes von sieben Kindern eines Fabrikbesitzers geboren, der starb, als sie zwei Jahre alt war. Seine Fabrik brannte zudem nieder, und die Familie geriet durch diese Kombination von Unglücken in eine schwierige Lage. Robbins versuchte schon in jungen Jahren, die Familie finanziell zu unterstützen, indem sie Arbeit suchte. Nachdem sie sich in verschiedenen Handarbeiten, darunter Textildesign, versucht hatte, wandte sie sich der Aquarellmalerei zu. Obwohl sie eine gewisse Ausbildung bei einem Künstler namens Stephen Salisbury Tuckerman erhielt, war sie weitgehend Autodidaktin.
In ihren Zwanzigern begann Robbins mit der Herstellung von Büchern mit Blumenillustrationen und verkaufte sie für die damals sehr beachtliche Summe von 25 Dollar pro Stück. Ihr Erfolg führte dazu, dass sie nicht nur Blumen, sondern auch Herbstblätter malte. Sie wurde für ihre Arbeiten bekannt, die so realistisch waren, dass, wie ein Zeitgenosse schrieb, „Bienen auf ihre Blumen fliegen“ könnten. Der Kunsthistoriker Samuel Benjamin bezeichnete sie als „eine der besten Stilllebenmalerinnen Amerikas“. Ein anderer Kunsthistoriker kritisierte jedoch die „harten Kanten und das unverblümte Lokalkolorit“ von Robbins’ Blumenbildern im Gegensatz zum Werk von Childe Hassam, obwohl es genau diese Eigenschaften sind, die ihre Bewunderer schätzten.
Robbins veröffentlichte nicht nur Bücher, sondern verkaufte auch Originalgemälde in einer Galerie in Boston. Ihre Arbeiten kamen sowohl in Amerika als auch in England in Mode, und sie begann, für ihre Kunden botanische Motive auf Porzellan und sogar Möbel zu malen. In den 1840er Jahren begann sie, Textildesigns sowie Entwürfe für Fliesen und Handarbeiten zu entwerfen. In den 1840er Jahren begann sie auch, Aquarellmalerei zu unterrichten.
In den späten 1860er Jahren, nach der Einführung der Farblithografie, beauftragte sie der Lithograf Louis Prang mit einer Serie von Blumen und Herbstblättern, die als Drucke verkauft werden sollten. Durch Kontakte zu prominenten Bostoner Persönlichkeiten wie Henry Ward Beecher wurde sie eingeladen, einen (inzwischen zerstörten) Fries im Wellesley College außerhalb von Boston zu gestalten.
Mit zunehmendem Erfolg konnte Robbins ins Ausland reisen und sich im Sommer eine Auszeit gönnen, die sie oft mit der Schriftstellerin Celia Laighton Thaxter in Maine verbrachte. Sie gehörte zu den ersten einer Reihe prominenter Künstler, die in Thaxters Hotel Appledore House wohnten, wo sie die Blumen in dessen berühmtem Garten malte.
Eine Inschrift auf einem ihrer Gemälde deutet darauf hin, dass sie 1858 heiratete, aber der Name ihres Mannes ist nicht verzeichnet.
1896 veröffentlichte sie im New England Magazine eine Artikelreihe mit dem Titel Reminiscences of a Flower Painter, in denen sie ihr Leben Revue passieren ließ.
Sie starb 1905 und ist auf dem Common Street Cemetery in Watertown beigesetzt.

## Werke
Veröffentlichungen
- Autumnal Leaves by Ellen Robbins Chicago Botanic Garden Lenhardt Library, 1868[10]
- Reminiscences of a Flower Painter. In: New England Magazine. Band 14, Nr. 4 & 5, 1896.

Gemälde

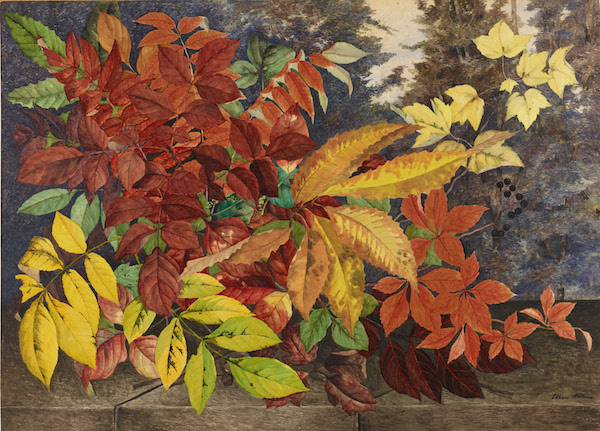
Autumn Leaves, Aquarell, Philadelphia Museum of Art, ca. 1870
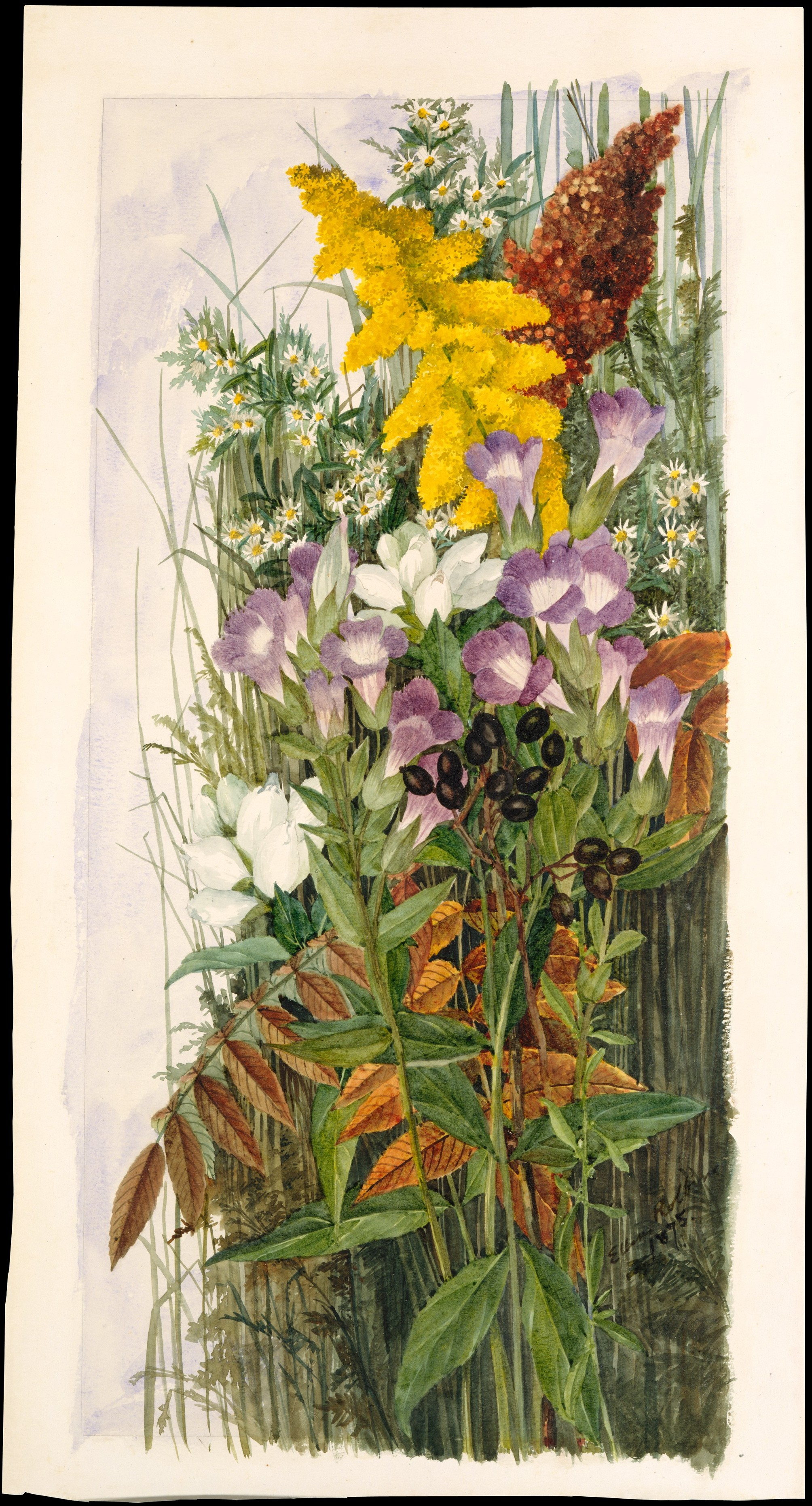
Wildflowers, Aquarell, Metropolitan Museum of Art, 1875
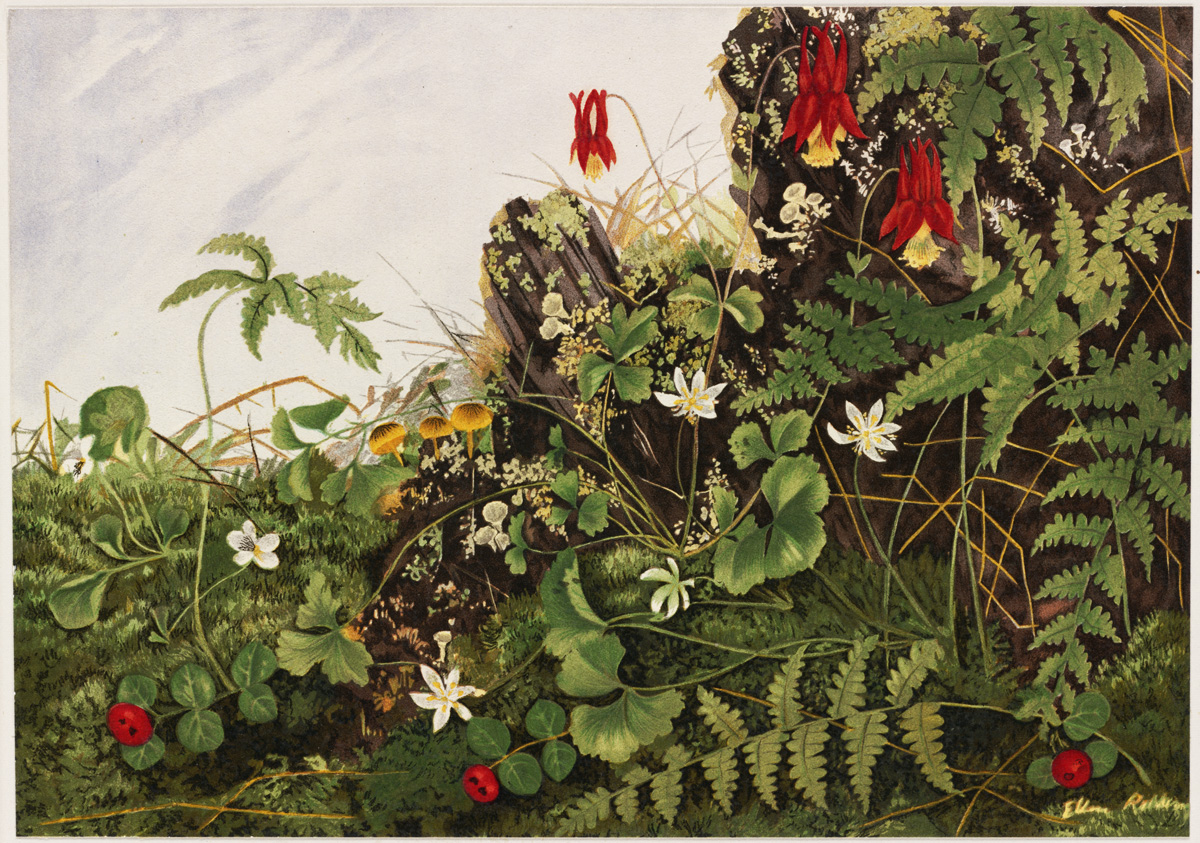
Wild Flowers No. 1, Farblithografie, Boston Public Library, 1880/90er Jahre
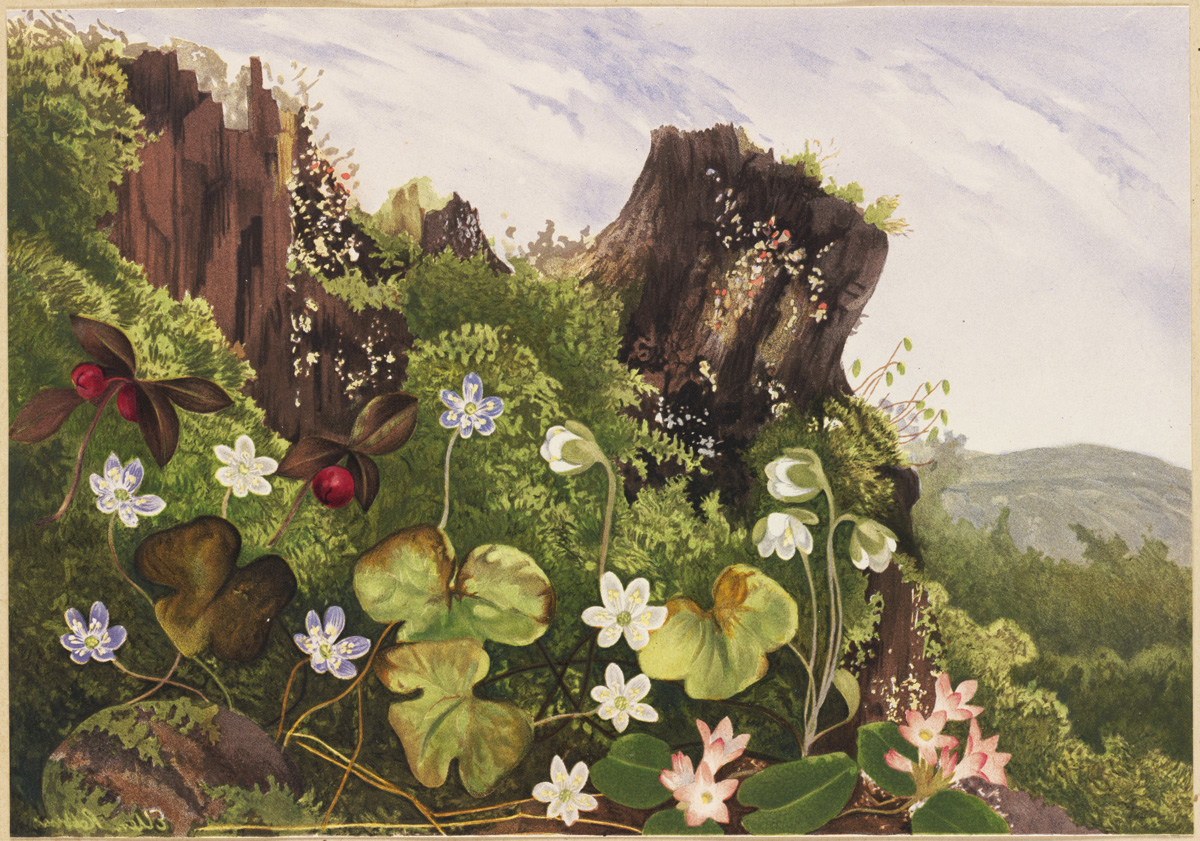
Wild Flowers No. 2, Farblithografie, Boston Public Library, 1880/90er Jahre
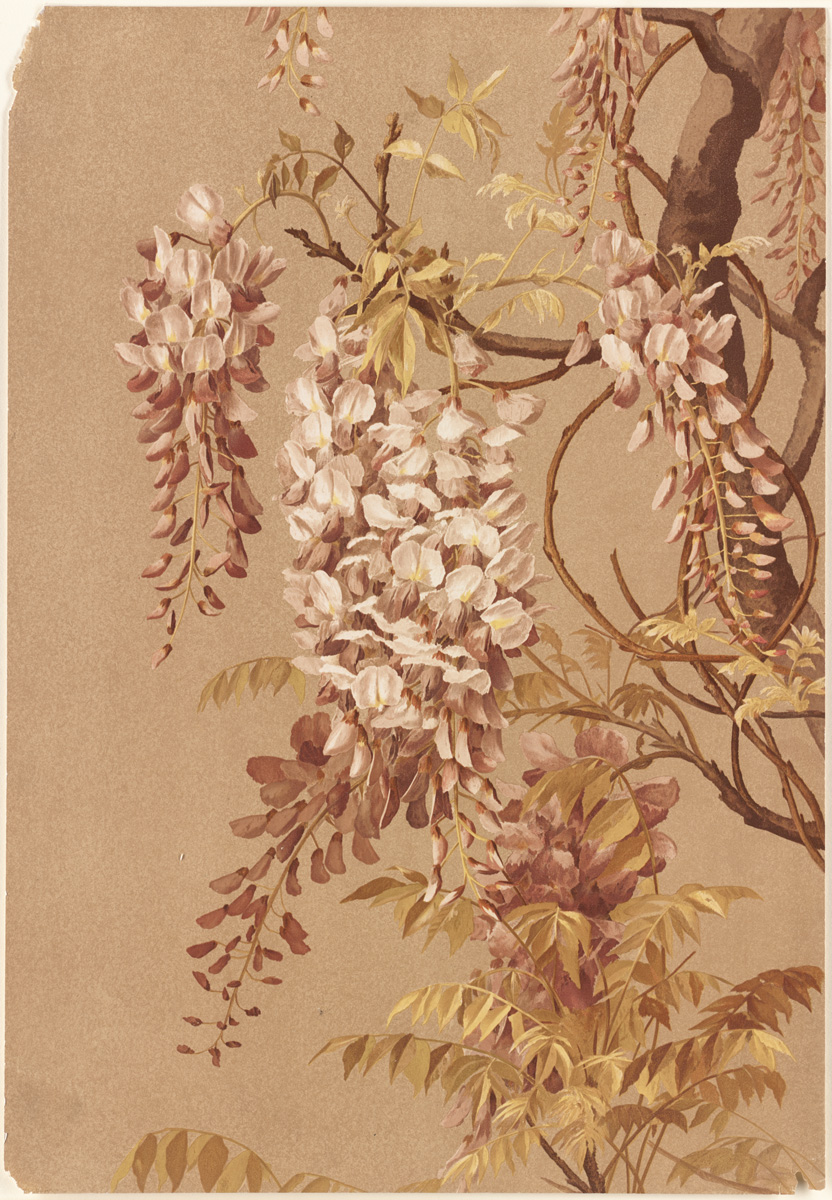
Purple Wisteria, Farblithografie, Boston Public Library, 1880/90er Jahre
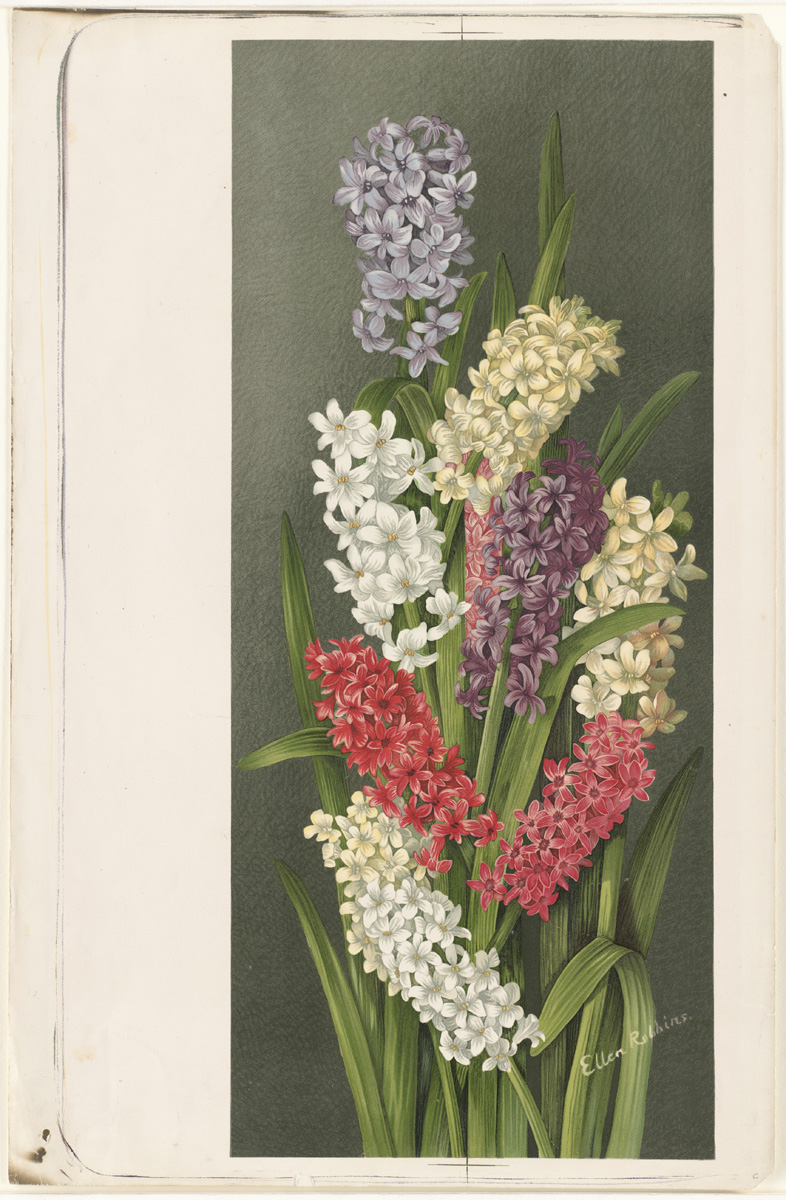
Hyacinths, Farblithografie, Boston Public Library, 1880/90er Jahre